# 酷吏
酷吏，是中国古代对使用严刑峻法的官吏的称呼。其中包括严格执法的正直官员，也包括利用酷刑草菅人命的官吏。《史记》、《汉书》、《后汉书》、《魏书》、《北齐书》、《北史》、《隋书》、《旧唐书》、《新唐書》、《金史》有酷吏列传。

## 東周
- 秦國：商鞅

## 史记
郅都 寧成 周陽由 趙禹 张汤 義縱 王溫舒 尹齊 楊僕 減宣 杜周

## 汉书
郅都 寧成 周陽由 趙禹 義縱 王溫舒 尹齊 楊僕 咸宣 田廣明 田延年 严延年 尹赏

## 后汉书
董宣 樊晔 李章 黄昌 阳球 王吉

## 魏书
于洛侯 胡泥 李洪之 高遵 张赦提 羊祉 崔暹 郦道元 谷楷

## 北齐书
邸珍 宋游道 卢斐 毕义云

## 北史
于洛侯 胡泥 李洪之 李神 张赦提赵霸 崔暹 邸珍 田式 燕荣 元弘嗣 王文同

## 隋书
厍狄士文 田式 燕荣 赵仲卿 崔弘度 元弘嗣 王文同

## 旧唐书
來俊臣 周興 傅游艺 丘神勣 索元禮 侯思止 万国俊 来子珣 王弘义 郭霸 吉顼 姚绍之 周利贞 王旭 吉温 王鈞 严安之 卢铉 罗希奭 毛若虚 敬羽 裴昇 毕曜

## 新唐书
索元禮 來俊臣 來子珣 周興 傅遊藝 丘神勣 侯思止 萬國俊 王弘義 郭弘霸 姚紹之 周利貞 王旭 吉頊 吉溫 羅希奭 崔器 毛若虛 敬羽 裴昇 畢曜

## 金史
高闾山 蒲察合住

## 宋史
- 李孝寿，字景山，李及之子。元符年間中進士，初为开封府户曹参军。後蔡京为政，以为府推官，迁大理、太仆卿，擢显谟阁待制，为开封尹。

## 元史
- 阿合馬（阿拉伯語：أحمد فناكتي、Ahmad Fanākatī，？－1282年），元朝色目人，元世祖忽必烈時的近臣之一，出生於費納喀忒（今烏茲別克境內），官至宰相。

## 清史
- 田文镜(僅為號稱)
- 宗室肅順

## 延伸阅读
[在维基数据编辑]
 《史記/卷122》，出自司馬遷《史記》